# Tian Dao
Tian Dao är en taekwondo-klubb, startad 2001 i Helsingborg. Man driver även verksamhet i Höganäs, Landskrona, Bjuv , Billesholm och Lund. Klubben har nått en del framgångar, och blev bland annat bästa klubb vid SM 2006 i Göteborg. Föreningen är en av 143 medlemmar av Svenska Taekwondoförbundet och hade i juli 2008 cirka 120 medlemmar. Klubbens huvudinstruktör är Gibriel Jatta.